# Ozon (Ardèche)
Ozon település Franciaországban, Ardèche megyében. Lakosainak száma 386 fő (2022. január 1.). Ozon Arras-sur-Rhône, Eclassan, Sarras, Ponsas, Saint-Vallier és Serves-sur-Rhône községekkel határos.

## Népesség
A település népességének változása:
| Lakosok száma | 216  | 244  | 275  | 334  | 391  | 403  | 398  | 381  | 380  | 386  |
|               | 1968 | 1982 | 1990 | 2006 | 2013 | 2015 | 2017 | 2019 | 2020 | 2022 |